# Allepipona erythrura
Allepipona erythrura är en stekelart som beskrevs av Giordani Soika 1987. Allepipona erythrura ingår i släktet Allepipona och familjen Eumenidae. Inga underarter finns listade i Catalogue of Life.